# Art roman apulien

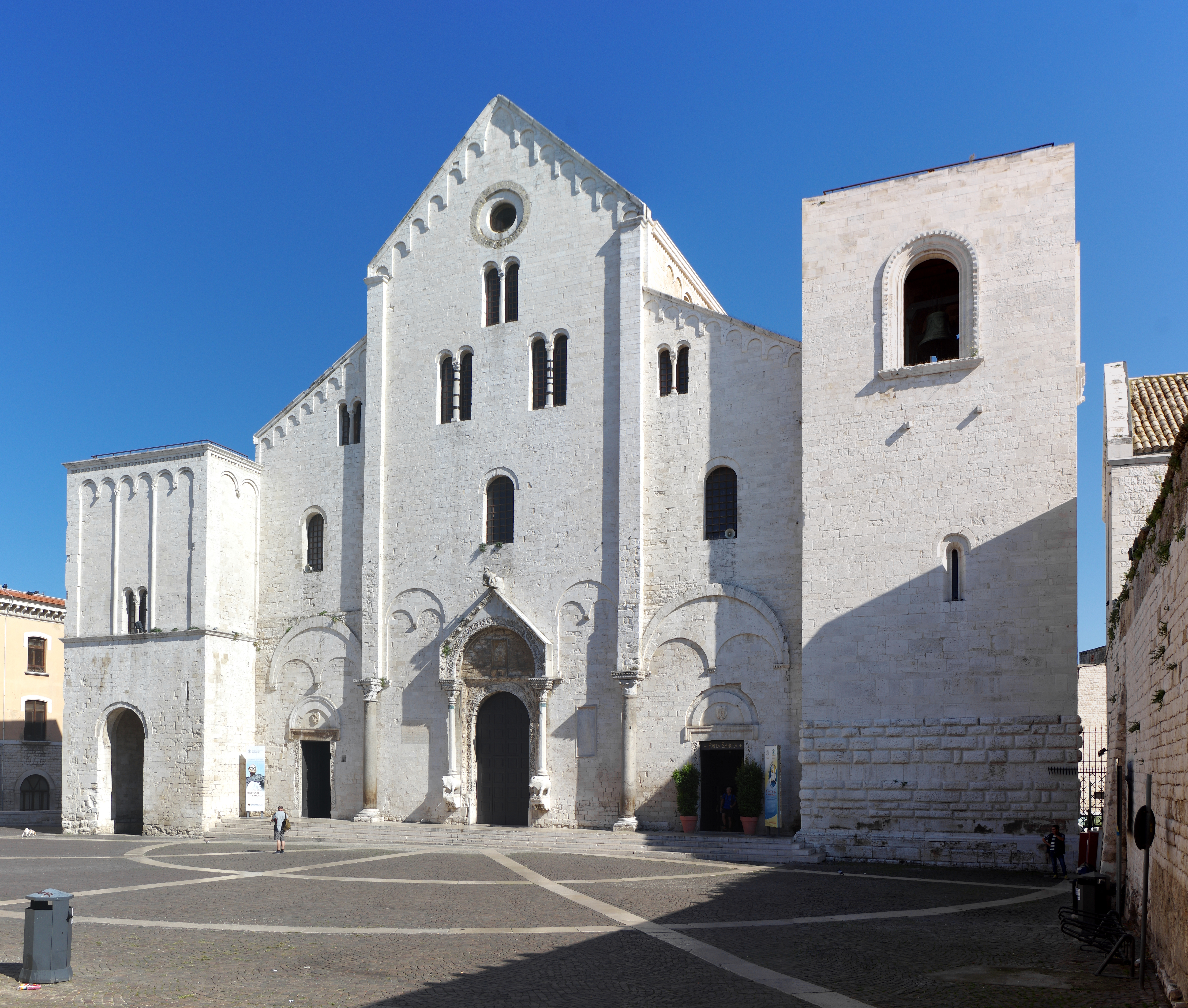
La basilique Saint-Nicolas de Bari.

L'art roman apulien s'est développé dans les Pouilles entre le onzième siècle et la première moitié du XIIIe siècle, en particulier dans l'architecture, la sculpture et l'art de la mosaïque.
Les ports des Pouilles étaient fréquentés par les pèlerins en Terre Sainte et ont été le point de départ pour de nombreux participants à la première croisade en 1096. Ceux-ci ont apporté une grande variété d'influences culturelles qui se sont manifestées dans la production artistique ultérieure.
L'art roman «Normand» des Pouilles s'est développé à la cour de Frédéric II au XIIIe siècle, et par des artistes comme Nicola Pisano a suscité le renouveau artistique en Toscane et de là à travers l'Italie.

## Architecture

### PouillesetBasilicate
On retrouve dans l'architecture religieuse de style roman des Pouilles les éléments développés dans d'autres régions d'Europe (en Provence et Normandie pour la France, en Allemagne, dans le Nord de l'Espagne) et en Italie (Lombardie, Pise), mêlés avec des éléments byzantins et arabes de l'époque, et remaniés localement. 
- Un des bâtiments les plus représentatifs est la Basilique de Saint Nicolas de Bari, dont les travaux ont commencé en 1087 et se sont terminés à la fin du XIIe siècle. Elle présente extérieurement un aspect massif, comme une forteresse, avec une façade saillante, fermée sur les côtés par deux tours incomplètes, décorée avec des bandes lombardes. Le porche est peu prononcé, avec des lions en ornementation. La basilique possède trois nefs. Le matroneum (galerie réservée aux femmes) est le plus ancien du sud de l'Italie. À sa hauteur, trois arches, ajoutées au XVe siècle pour renforcer la structure après le tremblement de terre de 1456, surplombent la nef centrale.

La basilique de Saint-Nicolas a été le modèle pour d'autres églises dans les Pouilles (galerie des femmes, plafond), comme dans la cathédrale de San Sabino, toujours à Bari.

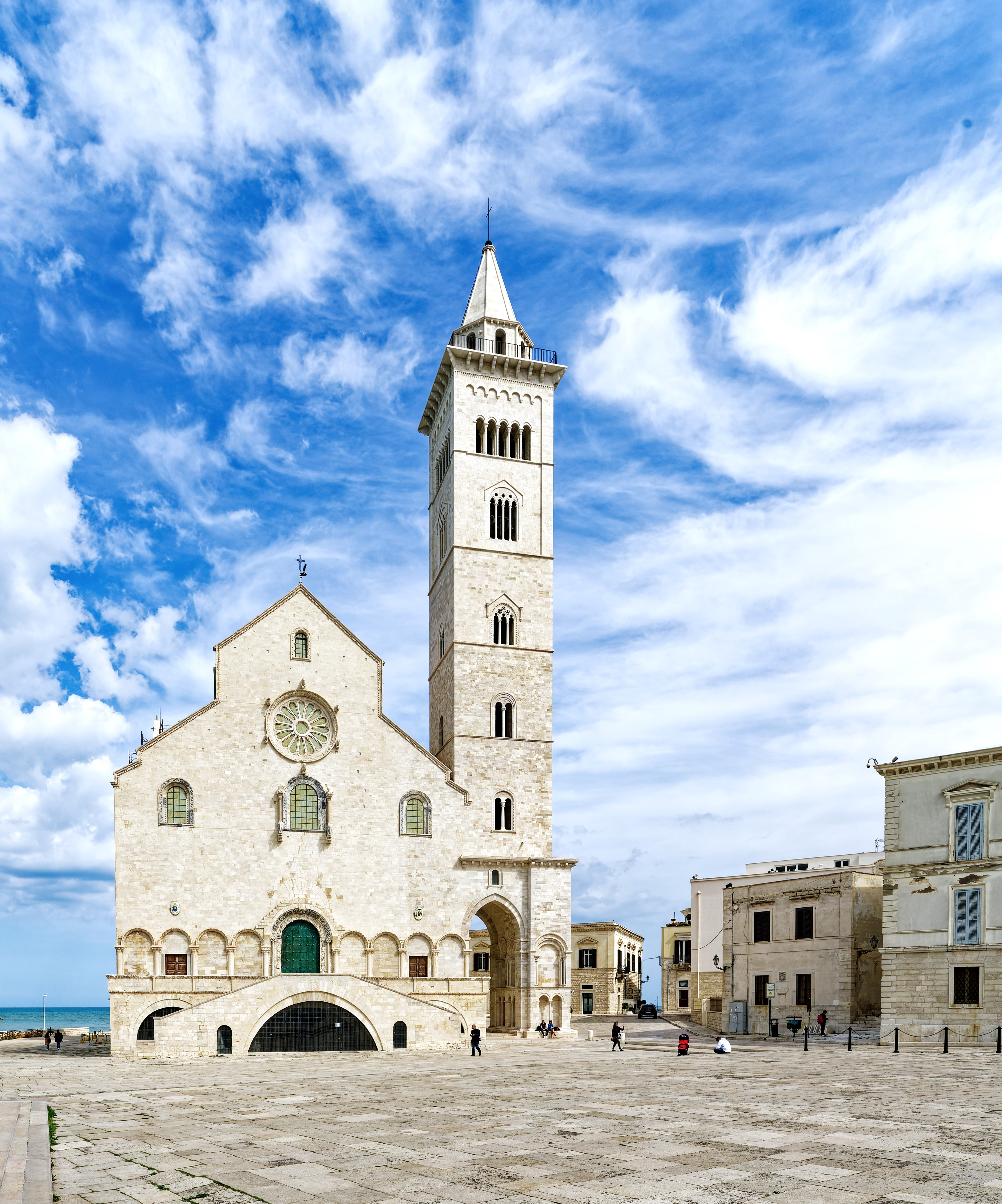
Cathédrale de Trani.

- La cathédrale de Bitonto a été construite entre les XIe et XIIe siècles et présente une façade tripartite avec trois portails séparés par des pilastres. Le portail central est richement sculpté avec des scènes du Nouveau Testament. Dans la partie supérieure de la façade il y a deux fenêtres à meneaux, et, plus haut, une rosace à seize branches, flanquée de sphinx.

L'intérieur, avec un plan en croix latine, est divisé en trois nefs se terminant chacune par une abside semi-circulaire.
- Un autre exemple notable est la cathédrale de Trani, terminée vers le milieu du XIIIe siècle. Construite à proximité de la mer, en pierre calcaire locale connue comme la pierre de Trani, elle a été un point de repère pour les navires.
- Citons aussi la cathédrale d'Otrante, construite sur les ruines d'une villa romaine, d'un village messape et d'un temple paléochrétien. Elle a été consacrée au culte en 1088, pendant le règne du pape Urbain II.  À l'intérieur, une importante mosaïque exécutée entre 1163 et 1166, par le moine basilien Pantaleone.

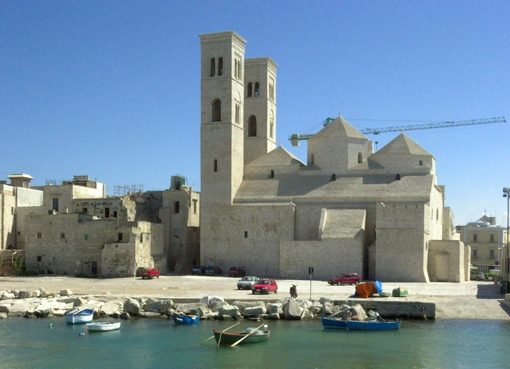
Les dômes alignés de Saint Conrad de Molfetta

- La cocathédrale de Ruvo di Puglia.
- Les églises avec dômes alignés sont une spécificité de l'art roman des Pouilles que l'on trouve à Saint Conrad de Molfetta et dans des églises de Trani.

### Dalmatie
Les contacts des Pouilles avec la Dalmatie, en particulier entre les XIIe et XIIIe siècles, sont évidents du point de vue architectural. 
Ainsi la cathédrale de Trogir, dédiée à Saint Laurent et construite à partir du XIIIe siècle suivant les canons romano-gothiques. Une série d'arcs aveugles orne les murs extérieurs. Le portail de Radovan, construit en 1240, richement sculpté, est l'exemple le plus important de la sculpture romane en Dalmatie. 
|  |  |

Non moins importante est la cathédrale de Zadar, dédiée à Sainte-Anastasie au treizième siècle.
On retrouve la décoration par des arcatures aveugles, le plan à trois nefs, avec de fines colonnes  soutenant une galerie.
Le clocher de la cathédrale de Cattaro rappelle celui de l'église de Saint Nicolas de Bari.

## Sculpture
Des témoignages sculpturaux importants illustrent l'art roman apulien, comme la cathèdre épiscopale de la cathédrale de Canosa, sculptée entre 1078 et 1089, ou la cathèdre dite de l'abbé Elia, dans la basilique de San Nicola à Bari, datant de 1105 environ. La première, avec les éléphants qui maintiennent la structure, rappelle l'iconographie byzantine qui reprend volontiers des motifs ornementaux orientaux, tandis que la seconde, avec des télamons expressivement courbés par l'effort, rappelle l'art du sculpteur médiéval Wiligelmo dans la cathédrale de Modène.
|  |  |  |

La porte en bronze de la cathédrale de Trani, créée en 1119 par Barisano da Trani, est inspirée par l'art byzantin. L'artiste est également l'auteur des portes en bronze de la cathédrale de Ravello en Campanie, et de celles de la cathédrale de Monreale en Sicile.

Remarquable également, l'ambon de la cathédrale de Bitonto (ambon : tribune surélevée à l'entrée du chœur).

## Mosaïques

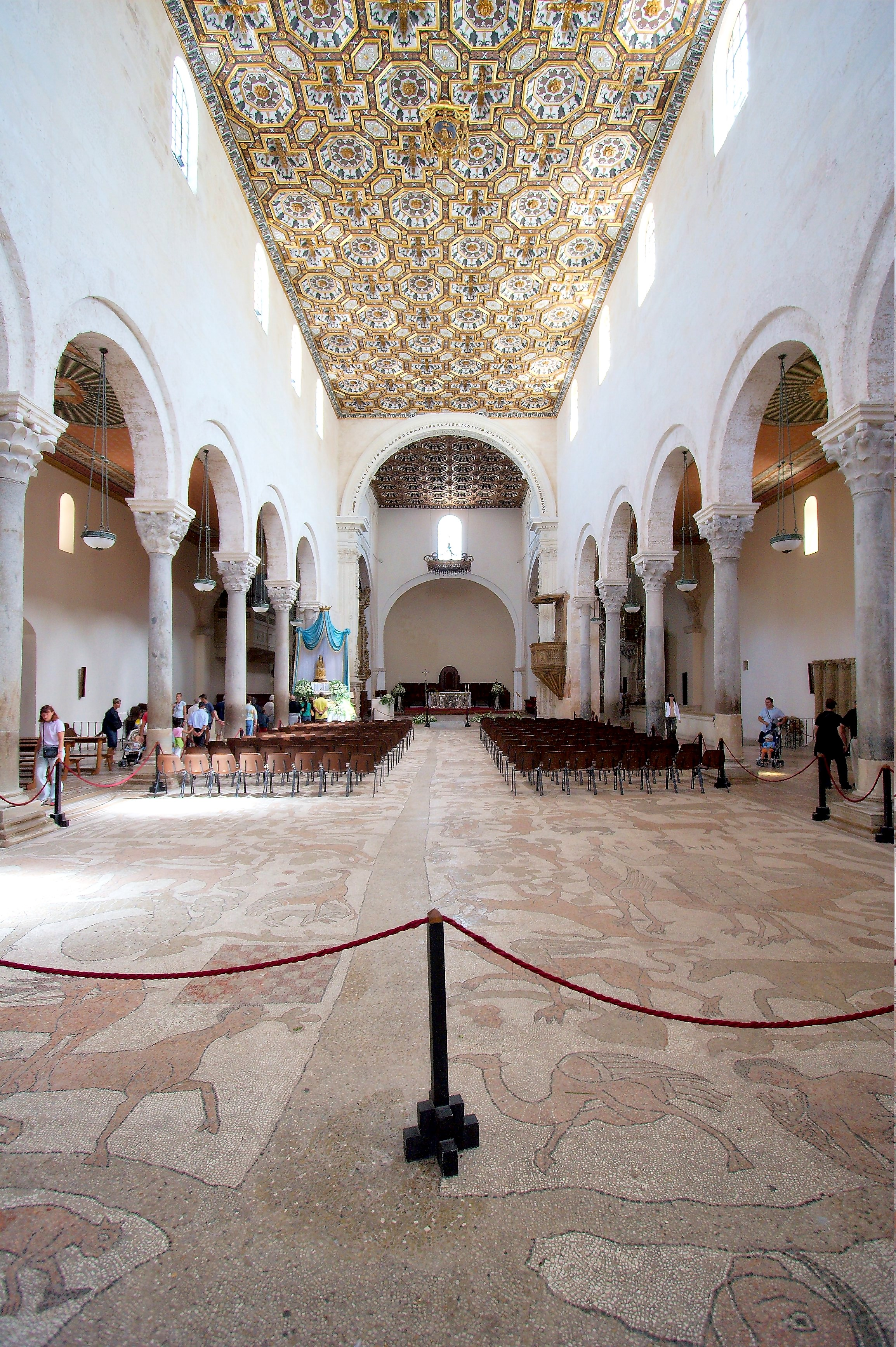
Pavement de la cathédrale d'Otrante

L'art de la mosaïque dans les Pouilles est présent dès le onzième siècle dans la cathédrale de Bitonto, où la représentation d'un griffon a été trouvée dans l'église paléochrétienne. Dans la seconde moitié du XIIe siècle ont été réalisés les pavements de la cathédrale d'Otrante,  de Brindisi, de Tarente et de Trani.
La mosaïque d'Otrante, faite entre 1163 et 1165 par un groupe d'artistes mené par le moine Pantaleone, est particulièrement bien conservée.

## Source
- (it) Cet article est partiellement ou en totalité issu de l’article de Wikipédia en italien intitulé « Romanico pugliese » (voir la liste des auteurs).